# Kadalādi
Kadalādi är en ort i Indien.   Den ligger i distriktet Rāmanāthapuram och delstaten Tamil Nadu, i den södra delen av landet, 2 200 km söder om huvudstaden New Delhi. Kadalādi ligger 16 meter över havet och antalet invånare är 13 135.
Terrängen runt Kadalādi är mycket platt. Runt Kadalādi är det ganska tätbefolkat, med 192 invånare per kvadratkilometer. Närmaste större samhälle är Mudukulattūr, 13,3 km norr om Kadalādi. Trakten runt Kadalādi består till största delen av jordbruksmark.